# آیا (سرزمین آلتای)
آیا (به لاتین: Aya) یک منطقهٔ مسکونی در روسیه است که در سرزمین آلتای واقع شده‌است.